# Ladislav Stroupežnický

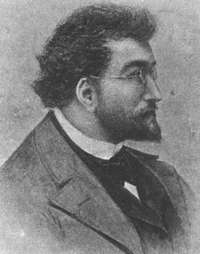
Ladislav Stroupežnický

Ladislav Stroupežnický, född 6 januari 1850 i Cerhonice, Böhmen, Kejsardömet Österrike, 
död 11 augusti 1892 i Prag, Böhmen, Österrike-Ungern, var en tjeckisk dramatiker. 
Stroupežnický debuterade 1875 med komedin Noviny a karty (Nyheter och kort), som dock ej gjorde lycka, och även hans följande alster, Pan Měsíček obchodnik, Černé duše (Svarta själar) och V ochraně Napoleona Prvního (I Napoleon I:s hägn) 1877 gick tämligen spårlöst förbi. 
Stroupežnický utnämndes 1882 till dramaturg vid Nationalteatern i Prag och utvecklade en mycket flitig verksamhet, särskilt i den komiska genren. De humoristiska dramerna Zvíkovský rarašek (Trollet i Zvíkov, 1883) och Paní mincmistrová (Fru myntdirektörskan; 1885) utmärker sig för den historiska karakteristiken. Hans historiska skådespel Velký sen (Den stora sömnen, 1884) och Christoforo Colombo (1886) ansågs vara mindre lyckade. 
Höjdpunkten av Stroupežnickýs dramatiska alstring betecknar det realistiska bydramat Naši furianti (1887). Även Václav Hrobčický z Hrobčic (1888) hade stor framgång, men hans följande stycken uppvisar konstnärlig avmattning. Även som humoristisk novellist var han mycket produktiv.